# 李鏡珍
李鏡珍（1956年10月2日—），韓國女演員。常見錯譯為李慶珍或李京進。1974年MBC第7期公開選拔演員。

## 演出作品

### 電視劇
- 1989年：KBS《一半失敗》
- 1990年：KBS《被清除的女人》
- 1997年：MBC《最愛的人是你》飾演 開順女士 (朴敏奎生母)
- 2003年：MBC《天鵝湖》
- 2003年：MBC《男人香氣》
- 2004年：MBC《火鳥》飾演 趙賢淑
- 2004年：MBC《父親海洋》
- 2005年：SBS《春日》
- 2005年：SBS《如花女子》
- 2005年：MBC《我們應對離別的方式》
- 2005年：KBS《奇男怪女》飾演 張在玉
- 2007年：KBS《京城醜聞》飾演 崔鶴喜
- 2007年：KBS《達子的春天》飾演 鄭貞愛
- 2007年：SBS《為愛瘋狂》飾演 柳淑子
- 2007年：SBS《奔跑吧!鯖魚》飾演 李琴子
- 2008年：KBS《回來的大醬湯鍋》
- 2008年：KBS《強敵們》
- 2008年：SBS《On Air》飾演 郭玉心
- 2009年：MBC《男版灰姑娘》飾演 幼珍母親
- 2010年：SBS《不懂女人》飾演 敏晶母
- 2011年：SBS《對我說謊試試》飾演 申愛慶
- 2011年：SBS《如果明日來臨》飾演 尹媛慈
- 2012年：TV朝鮮《好運來》飾演 娜如思
- 2013年：MBC《金子輕鬆出來吧》飾演 珍淑
- 2014年：KBS《貓來了》飾演 韓永淑
- 2015年：KBS《全都會好的》飾演 金順林
- 2015年：JTBC《D-Day》
- 2016年：MBC《工作媽媽，育兒爸爸》飾演 玉秀蘭
- 2017年：SBS《師任堂，光的日記》飾演 龍仁李氏
- 2017年：SBS《悄悄話》
- 2018年：KBS《波濤啊，波濤啊》飾演 李玉芬
- 2018年：KBS《愛到最後》飾演 正熙（特別出演）
- 2019年：TV朝鮮《朝鮮生存記》飾演 文定王后
- 2021年：SBS《Amor Fati－現在去愛吧》飾演 徐順芬
- 2022年：KBS《三姐弟要勇敢》飾演 俞正淑

### 電影
- 1995年：《Eternal Empire》
- 2005年：《Love In Magic》
- 2005年：《劇場前》
- 2006年：《26 Years Diary》
- 2006年：《Almost Love》
- 2012年：《像雨一樣，像音樂一樣》
- 2013年：《非常珍貴的愛情》